# Tetsuo Satō
Tetsuo Satō (japonès: 佐藤哲夫)  (Sōma, 12 de març de 1949 - 11 de juny de 2025) va ser un jugador de voleibol japonès que va competir durant les dècades de 1960 i 1970.
El 1968 va prendre part en els Jocs Olímpics de Ciutat de Mèxic, on guanyà la medalla de plata en la competició de voleibol. Quatre anys més tard, als Jocs de Múnic, guanyà la medalla d'or en la mateixa competició. El 1976, a Mont-real, disputà els seus tercers i darrers Jocs Olímpics, en què fou quart en la competició de voleibol. En el seu palmarès també destaquen dues medalles d'or als Jocs Asiàtics de 1970 i 1974.